# Івашина Олександр Олексійович
Івашина Олександр Олексійович (нар. 1960) — культуролог, старший викладач кафедри культурології Національного університету «Києво-Могилянська академія».

## Біографія
Закінчив історичний факультет КНУ ім. Шевченка у 1986 р. Марно намагався поступити в аспірантуру Інституту історії України НАН України. З 1992 року викладає в Національному університеті «Києво-Могилянська академія», де розробив та читає низку авторських курсів.
В 1990-х роках організовував камерні презентації художників Олександра Гнилицького і Василя Цаголова.
Не має наукового ступеня й відмовляється його здобувати, що аргументує неможливістю поєднувати сумлінне ставлення до викладання з написанням якісної дисертації та проходженням усіх процедурних формальностей, необхідних для здобуття ступеня.
2010 року на честь 50-річного ювілею Олександра Івашини його учні організували наукову конференцію.
В лютому 2010 року адміністрація НаУКМА відмовила Олександрові Івашині у праві викладати на магістерських програмах на підставі відсутності в нього наукового ступеня, обґрунтовуючи зміну правил реформою навчальної системи в рамках Болонського процесу. Це рішення викликало хвилю протестів в університеті.